# Benice
Benice es un municipio del distrito de Martin en la región de Žilina, Eslovaquia, con una población estimada a final del año 2024 de 343 habitantes.
Se encuentra ubicado al oeste de la región, cerca del curso alto del río Váh (cuenca hidrográfica del Danubio) y del parque nacional de Veľká Fatra.

## Demografía
| Año        | 1994 | 2004    | 2014     | 2024    |
| ---------- | ---- | ------- | -------- | ------- |
| Población  | 276  | 288     | 353      | 343     |
| Diferencia |      | +4,34 % | +22,56 % | −2,83 % |

| Año        | 2023 | 2024    |
| ---------- | ---- | ------- |
| Población  | 344  | 343     |
| Diferencia |      | −0,29 % |